# Paulinho (Fußballspieler, Januar 1986)
Paulo Sérgio Betanin (* 10. Januar 1986 in Caxias do Sul), besser bekannt unter seinem Künstlernamen Paulinho, ist ein ehemaliger brasilianischer Fußballspieler.

## Karriere

### Verein
Paulinho spielte zu Beginn seiner Karriere bei EC Juventude. Im Jahr 2005 wechselte er zur AS Livorno, wo es ihm nicht gelang, die beiden Stammkräfte im Sturm, Stefano Fiore und Cristiano Lucarelli, aus der Startelf zu verdrängen. Im Juli 2007 lieh man Paulinho für ein Jahr in die Serie B an US Grosseto und zwei Jahre später an Sorrento Calcio aus. Nach zwei äußerst erfolgreichen Saisons beim italienischen Drittligisten, in denen er insgesamt 39 Treffer erzielte, kehrte er zur Saison 2011/12 wieder zur AS Livorno zurück.
Am 21. Juli 2014 wurde bekannt, dass Betanin zur Saison 2014/15 nach Katar zu al-Arabi wechseln wird.

### Nationalmannschaft
Paulinho kann Einsätze in der brasilianischen U-20-Nationalmannschaft verzeichnen, bei denen er in zwölf Spielen achtmal traf.